# Hypotaenidia tertia
Hypotaenidia tertia, "bougainvillerall", är en fågelart i familjen rallar inom ordningen tran- och rallfåglar. Den betraktas oftast som underart till salomonrall, men urskiljs sedan 2014 som egen art av Birdlife International, IUCN och Handbook of Birds of the World.
Fågeln förekommer enbart på ön Bougainville i norra delen av ögruppen Salomonöarna. Den kategoriseras av IUCN som livskraftig.